# Christian Coleman
Christian Coleman (ur. 6 marca 1996 w Atlancie) – amerykański lekkoatleta, sprinter.
Podczas igrzysk olimpijskich w Rio de Janeiro amerykańska sztafeta 4 × 100 metrów z Colemanem na drugiej zmianie uzyskała najlepszy czas eliminacji (37,65) i awansowała do finału. W biegu finałowym Colemana na drugiej zmianie zastąpił Justin Gatlin, Amerykanie ukończyli finał na trzeciej pozycji z czasem 37,62, lecz zostali zdyskwalifikowani za przekroczenie strefy zmian.
W 2017 zdobył srebro w biegu na 100 metrów oraz w sztafecie 4 × 100 metrów podczas mistrzostw świata w Londynie.
19 stycznia 2018 podczas halowego mityngu w Clemson czasem 6,37 ustanowił rekord świata w biegu na 60 metrów, poprawiając najlepsze dotychczasowe osiągnięcie Maurice’a Greena o 0,02 sekundy, jednak rezultat nie został ratyfikowany przez IAAF.
18 lutego 2018 poprawił najlepsze osiągnięcie w historii na tym dystansie, na halowym czempionacie kraju w Albuquerque uzyskał 6,34.
Dwa tygodnie później, także na sprinterskim dystansie podczas światowego czempionatu w hali w Birmingham Coleman zdobył pierwszy w karierze złoty medal na seniorskiej imprezie. Podczas mistrzostw świata w katarskiej Dosze zdobył złoty medal w biegu na 100 m i jednocześnie ustanowił w nim swój rekord życiowy – 9,76 s, podczas tego biegu na 30 metrowym odcinku zmierzono mu wynik – 3,76s (3,63s bez czasu reakcji) bijąc tym samym najlepszy rezultat Bolta z Berlinu – 3,78s. Wraz z kolegami z reprezentacji triumfował również w sztafecie 4 × 100 metrów. Jest także rekordzistą świata w biegu na 40 jardów – 4,12s.
Stawał na najwyższym stopniu podium mistrzostw USA.
Wielokrotny złoty medalista mistrzostw NCAA.

## Osiągnięcia
| Rok  | Impreza                              | Miejsce        | Konkurencja        | Lokata     | Wynik |
| ---- | ------------------------------------ | -------------- | ------------------ | ---------- | ----- |
| 2015 | Mistrzostwa panamerykańskie juniorów | Edmonton       | bieg na 100 m      | 3. miejsce | 10,32 |
| 2015 | Mistrzostwa panamerykańskie juniorów | Edmonton       | sztafeta 4 × 100 m | DNF        | –     |
| 2016 | Młodzieżowe mistrzostwa NACAC        | San Salvador   | sztafeta 4 × 100 m | 1. miejsce | 38,63 |
| 2016 | Igrzyska olimpijskie                 | Rio de Janeiro | sztafeta 4 × 100 m | eliminacje | 37,65 |
| 2017 | Mistrzostwa świata                   | Londyn         | bieg na 100 m      | 2. miejsce | 9,94  |
| 2017 | Mistrzostwa świata                   | Londyn         | sztafeta 4 × 100 m | 2. miejsce | 37,52 |
| 2018 | Halowe mistrzostwa świata            | Birmingham     | bieg na 60 m       | 1. miejsce | 6,37  |
| 2019 | Mistrzostwa świata                   | Doha           | bieg na 100 m      | 1. miejsce | 9,76  |
| 2019 | Mistrzostwa świata                   | Doha           | sztafeta 4 × 100 m | 1. miejsce | 37,10 |
| 2022 | Halowe mistrzostwa świata            | Belgrad        | bieg na 60 m       | 2. miejsce | 6,41  |
| 2022 | Mistrzostwa świata                   | Eugene         | bieg na 100 m      | 6. miejsce | 10,01 |
| 2022 | Mistrzostwa świata                   | Eugene         | sztafeta 4 × 100 m | 2. miejsce | 37,55 |
| 2023 | Mistrzostwa świata                   | Budapeszt      | bieg na 100 m      | 5. miejsce | 9,92  |
| 2023 | Mistrzostwa świata                   | Budapeszt      | sztafeta 4 × 100 m | 1. miejsce | 37,38 |
| 2024 | Halowe mistrzostwa świata            | Glasgow        | bieg na 60 m       | 1. miejsce | 6,41  |

## Rekordy życiowe
Stadion
- Bieg na 100 metrów – 9,76 (28 września 2019, Doha) – 6. wynik w historii światowej lekkoatletyki
- Bieg na 200 metrów – 19,85 (27 maja 2017, Lexington)
- Bieg na 300 metrów przez płotki – 40,77 (5 maja 2012, Provo)
- Skok w dal – 7,29 (10 kwietnia 2015, Knoxville)

Hala
- Bieg na 60 metrów – 6,34 (18 lutego 2018, Albuquerque) rekord świata
- Bieg na 200 metrów – 20,11 (11 marca 2017, College Station)
- Bieg na 300 metrów – 33,26 (9 grudnia 2016, Bloomington)
- Skok w dal – 7,27 (24 stycznia 2015, Blacksburg)